# Kolonowskie (gromada)
Kolonowskie – dawna gromada, czyli najmniejsza jednostka podziału terytorialnego Polskiej Rzeczypospolitej Ludowej w latach 1954–1972.
Gromady, z gromadzkimi radami narodowymi (GRN) jako organami władzy najniższego stopnia na wsi, funkcjonowały od reformy reorganizującej administrację wiejską przeprowadzonej jesienią 1954 do momentu ich zniesienia z dniem 1 stycznia 1973, tym samym wypierając organizację gminną w latach 1954–1972.
Gromadę Kolonowskie z siedzibą GRN w Kolonowskiem (wówczas wsi) utworzono – jako jedną z 8759 gromad na obszarze Polski – w powiecie strzeleckim w woj. opolskim, na mocy uchwały nr VII/30/54 WRN w Opolu z dnia 4 października 1954. W skład jednostki wszedł obszar dotychczasowej gromady Kolonowskie oraz lasy o obszarze 4.853,58 ha z dotychczasowej gromady Staniszcze Wielkie ze zniesionej gminy Kolonowskie w tymże powiecie. Dla gromady ustalono 27 członków gromadzkiej rady narodowej.
1 stycznia 1956 gromadę Kolonowskie zniesiono w związku z nadaniem jej statusu osiedla.
1 stycznia 1973 Kolonowskie otrzymały status miasta. Tego samego dnia w powiecie strzeleckim reaktywowano zniesioną w 1954 roku gminę Kolonowskie, początkowo odrębną od miasta Kolonowskie, a 1 lutego 1992 przekształconą w gminę miejsko-wiejską.